# Đông Xuyên (phường)
Đông Xuyên là một phường cũ thuộc thành phố Long Xuyên, tỉnh An Giang, Việt Nam.

## Địa lý
Phường Đông Xuyên có vị trí địa lý:
- Phía đông giáp phường Mỹ Xuyên
- Phía tây giáp phường Mỹ Hòa
- Phía nam giáp phường Mỹ Phước
- Phía bắc giáp các phường Mỹ Bình và Mỹ Hòa.

Phường có diện tích 1,20 km², dân số năm 2019 là 12.946 người, mật độ dân số đạt 10.788 người/km².

## Hành chính
Phường Đông Xuyên được chia thành 4 khóm: Đông An, Đông Hưng, Đông Phú, Đông Thành.

## Lịch sử
Phường Đông Xuyên được thành lập vào ngày 12 tháng 4 năm 2005 trên cơ sở 89 ha diện tích tự nhiên và 10.149 người của phường Mỹ Xuyên.
Ngày 14 tháng 11 năm 2024, Ủy ban Thường vụ Quốc hội ban hành Nghị quyết số 1285/NQ-UBTVQH15 về việc sắp xếp đơn vị hành chính cấp xã thuộc tỉnh An Giang giai đoạn 2023 – 2025 (nghị quyết có hiệu lực từ ngày 1 tháng 1 năm 2025). Theo đó, sáp nhập phường Đông Xuyên vào phường Mỹ Xuyên.